# Skorodîstîk, Ciornobai
Skorodîstîk (în ucraineană Скородистик) este un sat în comuna Irkliiv din raionul Ciornobai, regiunea Cerkasî, Ucraina. În secolul al XIX-lea, satul făcea parte din volostul Irkliiv, uezdul Zolotonoșa.

## Demografie
Componența lingvistică a localității Skorodîstîk
     Ucraineană (96,98%)
     Rusă (2,83%)
     Alte limbi (0,06%)
Conform recensământului din 2001, majoritatea populației localității Skorodîstîk era vorbitoare de ucraineană (96,98%), existând în minoritate și vorbitori de rusă (2,83%).